# Ruta 5 (Paragwaj)
Ruta Nacional Número 5 "Gral. Bernardino Caballero" (lub krócej Ruta 5) – droga w północnym Paragwaju, zaczynająca się przy skrzyżowaniu z Ruta 9 w Pozo Colorado (departament Presidente Hayes), natomiast kończąca się w Pedro Juan Caballero (departament Amambay). Jej długość wynosi 355 km. Ruta 5 łączy dwa ważne miasta znajdujące się w północnym Paragwaju - Concepción i Pedro Juan Caballero. Oprócz tego droga biegnie w pobliżu parku narodowego Cerro Cora.

## Przebieg trasy
| Kilometr | Miasto               | Departament      | Skrzyżowanie |
| -------- | -------------------- | ---------------- | ------------ |
| 0        | Pozo Colorado        | Presidente Hayes | Ruta 9       |
| 145      | Concepción           | Concepción       |              |
| 186      | Horqueta             | Concepción       |              |
| 254      | Yby Ya’ú             | Concepción       | Ruta 3       |
| 355      | Pedro Juan Caballero | Amambay          |              |